# Thor (bryggeri)
 For alternative betydninger, se Thor (flertydig). (Se også artikler, som begynder med Thor)
 Der er for få eller ingen kildehenvisninger i denne artikel, hvilket er et problem. Du kan hjælpe ved at angive troværdige kilder til de påstande, som fremføres i artiklen.

Thor var et dansk bryggeri beliggende centralt i Randers (hjørnet af Nordregrave & Thorsgade).
I 1851 opførte svenskeren Johan Peter Lindahl et bryggeri i Randers, på det sted som senere skulle blive til Thorsgade. Her startede produktionen af bayersk øl i byen, men allerede i 1855 forlod svenskeren byen og rejste til USA. Danske Christian Emil Synnestvedt købte bryggeriet og overtog skødet i 1856. Dette blev derfor året hvor Thor bryggeriet blev grundlagt. Først i 1873 blev navnet dog knyttet til bryggeriet, i forbindelse med at det blev omdannet til aktieselskab.
Fra 1856 og frem til 1898 steg produktionen og flere lokale bryggeriet blev indlemmet i Thor i takt med at anlæggene blev udvidet. Bryggeriet blev også det første i Danmark, til at indføre kapsler fremfor propper i ølproduktionen. I marts 1897 blev den første Thor pilsner fremstillet.

## Bryggeriets udvikling
I 1920 blev der investeret kraftigt i et nyt bryghus og nye anlæg. Arkitekt Jens Peter Jensen Wærum tegnede den nye hovedbygning til bryggeriet, som i dag er fredet. Bygningens side som vender ud mod thorsgade er dekoreret med bryggeriets navn, samt tordenguden Thor, kørende i sin karet med svingende hammer.
En hvid beton silo blev opført i 1960'erne med bryggeriets logo på facaden. Siloen blev et markant vartegn for byen og bryggeriet, og stod helt frem til 2003. 
I 1976 blev bryggeriet en del af Jyske Bryggerier. I 1989 fusionerede Jyske Bryggerier med Faxe Bryggeri og blev til det nye Faxe Jyske. I 2003 valgte bryggerigruppen, som på dette tidspunkt bestod af Faxe, Ceres, Albani, Maribo og Thor, at lukke produktionen i Randers. Produktionen var for dyr i forhold til den mængde øl der blev produceret. Samtidig var det ikke muligt at flytte andre produktioner hertil. Thor øl ville fremover blive brygget hos Ceres bryggeri i Aarhus. I dag produceres Thor øl og vand hos Albani i Odense.
Thor-brandet er i dag en del af Royal Unibrew A/S (indtil 2005: Bryggerigruppen A/S).
Efter bryggeriets lukning i 2003 gik udviklingen af det gamle bryggeriområde i gang. Området skulle omdannes til en helt ny bydel i Randers som hurtigt fik sit officielle navn Thors Bakke. Thors bakke rummer i dag biograf, boliger, restauranter osv. Højhuset Thors Tårn har ligesom bydelen, fået navn efter områdets stolte historie. 

## Thor øl
Blandt de mest kendte øl-mærker fra bryggeriet er Thor Pilsner, Blå Thor (lanceret og fik guldmedalje i 1964 ved den store ølkonkurrence i Bruxelles), Buur-Øl, Thor Påskebryg, Thor lys lager, Thor hvidtøl, samt Thor X-Mas (i dag kendt som den hvide Royal X-Mas) som bryggeriet lancerede i 1969. Bryggeriet er også kendt for sin Passions sodavand som stadig sælger.